# Vodňany
Vodňany é uma cidade checa localizada na região da Boêmia do Sul, distrito de Strakonice.